# Diamond Life
Albums de Sade
Promise
(1985)
Singles
1. Your Love Is King
Sortie : 25 février 1984
2. When Am I Going to Make a Living
Sortie : 14 mai 1984
3. Smooth Operator
Sortie : 15 septembre 1984
4. Hang On to Your Love
Sortie : 8 décembre 1984

Diamond Life est le premier album studio de Sade, sorti le 16 juillet 1984 chez Epic Records.
L'enregistrement de l'album a commencé en 1983 aux studios Power Plant à Londres et a duré six semaines. Le contenu de l'album a été écrit par le groupe Sade et la production a été gérée par Robin Millar (en). Quinze chansons ont été enregistrées. L'album contenait une variété d'éléments musicaux dont la soul, le jazz et la sophisti-pop, principalement avec des paroles sur l'amour. L'album a engendré quatre singles, dont Your Love Is King et Smooth Operator.
Les critiques de musique ont encensé Diamond Life et ce fut également un succès commercial, l'album remportant en 1985 le Brit Award du « meilleur album britannique ». Le clip de Smooth Operator, réalisé par Julien Temple, a également été nommé aux MTV Video Music Awards de 1985 dans les catégories « meilleure vidéo féminine » et « meilleur nouvel artiste ». L'album a obtenu notamment le succès au Royaume-Uni et les États-Unis, ayant été certifié multi-platine dans les deux pays. Diamond Life s'est vendu à plus de 10 millions d'exemplaires dans le monde, devenant l'un des premiers enregistrements les plus vendus de l'époque et le premier album le plus vendu d'une chanteuse britannique, un record qui a duré 24 ans. Il faisait également partie des 10 albums nommés pour le meilleur album britannique des 30 dernières années par les Brit Awards en 2010. Pitchfork a placé l'album à la 10e place sur sa liste des 200 meilleurs albums des années 1980. En 2020, le Rolling Stone a classé l'album 200e sur sa liste des 500 plus grands albums de tous les temps. 

## Contexte
Après avoir étudié le stylisme et plus tard le mannequinat brièvement, Sade a commencé en tant que chanteuse remplaçante du groupe britannique Pride, pendant ce temps, elle a formé un partenariat d'écriture avec le guitariste et saxophoniste de Pride Stewart Matthewman ; ensemble, soutenus par la section rythmique de Pride, Paul Anthony Cook et Paul Denman, ils ont commencé à faire leurs propres sets lors des concerts de Pride. Ses performances en solo de la chanson Smooth Operator ont attiré l'attention des maisons de disques et en 1983, Adu et Matthewman se sont séparés de Pride, avec le bassiste Paul Denman et le batteur Paul Anthony Cook pour former le groupe Sade,. En mai 1983, Sade se produit pour la première fois aux États-Unis, au Danceteria Club de New York. Le 18 octobre 1983, Sade Adu a signé avec Epic Records, tandis que le reste du groupe lui a signé comme sous-traitants en 1984,.

## Enregistrement
Avant de signer sur le label Epic Records, le groupe a enregistré Diamond Life en six semaines. Il a été enregistré aux studios Power Plant à Londres. Après avoir enregistrés les singles proposés Smooth Operator et Your Love Is King, la première piste d'album enregistrée était Sally, une chanson sur l'Armée du Salut. Pendant l'enregistrement, le groupe a travaillé collectivement sur la direction musicale, en répétant chaque chanson en détail puis en l'enregistrant. La chanson When Am I Going to Make a Living a été lancée par Sade sur le dos d'un ticket de nettoyage après qu'elle a ramassé ses vêtements chez les nettoyeurs. Elle n'avait pas d'argent et elle a écrit : « When Am I Going to Make a Living » (« Quand vais-je gagner ma vie »).
Le producteur Robin Millar a rencontré le groupe en 1983, et les membres du groupe n'avaient jamais travaillé dans un studio professionnel et n'avaient que des démos et des enregistrements des studios de la BBC et des studios d'édition EMI. Millar a réservé une semaine de temps en studio et a noté que les limites de l'enregistrement avant les ordinateurs avaient un impact sur le son. « Nous avons utilisé un vrai piano et un piano Fender Rhodes, en les synchronisant minutieusement ». Ils ont enregistré 15 chansons, toutes écrites par Adu et des membres du groupe, à l'exception de Smooth Operator écrite exclusivement par Adu et Ray St. John. Ils ont également enregistré une reprise de la chanson Why Can't We Live Together (1972) de Timmy Thomas.
Pour l'enregistrement de Cherry Pie, le groupe n'avait pas de table de mixage avec automatisation, chaque membre devait mettre lui-même un peu d'écho, de réverbération ou changer de niveau. Ensuite, Millar éditait entre les différents mélanges. À propos de cela, Stuart Matthewman a commenté : « Très souvent, nous avons six personnes à la table de mixage en même temps ».

## Liste des titres
| Éditions CD et LP | Éditions CD et LP                | Éditions CD et LP | Éditions CD et LP | Éditions CD et LP | Éditions CD et LP | Éditions CD et LP | Éditions CD et LP | Éditions CD et LP | Éditions CD et LP |
| No                | Titre                            | Durée             |                   |                   |                   |                   |                   |                   |                   |
| ----------------- | -------------------------------- | ----------------- | ----------------- | ----------------- | ----------------- | ----------------- | ----------------- | ----------------- | ----------------- |
| 1.                | Smooth Operator                  | 4:58              |                   |                   |                   |                   |                   |                   |                   |
| 2.                | Your Love Is King                | 3:40              |                   |                   |                   |                   |                   |                   |                   |
| 3.                | Hang On to Your Love             | 5:54              |                   |                   |                   |                   |                   |                   |                   |
| 4.                | Frankie's First Affair           | 4:38              |                   |                   |                   |                   |                   |                   |                   |
| 5.                | When Am I Going to Make a Living | 3:25              |                   |                   |                   |                   |                   |                   |                   |
| 6.                | Cherry Pie                       | 6:20              |                   |                   |                   |                   |                   |                   |                   |
| 7.                | Sally                            | 5:20              |                   |                   |                   |                   |                   |                   |                   |
| 8.                | I Will Be Your Friend            | 4:43              |                   |                   |                   |                   |                   |                   |                   |
| 9.                | Why Can't We Live Together       | 5:27              |                   |                   |                   |                   |                   |                   |                   |
| 44:25             |                                  |                   |                   |                   |                   |                   |                   |                   |                   |

Certaines éditions de cassettes, comme les éditions américaines et canadiennes initiales, utilisent la liste de pistes standard ci-dessus. D'autres ont utilisé la liste des morceaux ci-dessous, qui comprenait Smooth Operator / Snake Bite et Love Affair with Life, la face B du single Your Love Is King.
| 1. | Smooth Operator/Snake Bite       | - Adu - St. John/Matthewman - Hale - Denman | 7:28 |
| 2. | Your Love Is King                | - Adu - Matthewman                          | 3:41 |
| 3. | Hang On to Your Love             | - Adu - Matthewman                          | 5:55 |
| 4. | Frankie's First Affair           | - Adu - Matthewman                          | 4:39 |
| 5. | When Am I Going to Make a Living | - Adu - Matthewman                          | 3:27 |

| Face B | Face B                     | Face B                             | Face B | Face B | Face B | Face B | Face B | Face B | Face B |
| No     | Titre                      | Auteur                             | Durée  |        |        |        |        |        |        |
| ------ | -------------------------- | ---------------------------------- | ------ | ------ | ------ | ------ | ------ | ------ | ------ |
| 6.     | Cherry Pie                 | - Adu - Matthewman - Hale - Denman | 6:20   |        |        |        |        |        |        |
| 7.     | Sally                      | - Adu - Matthewman                 | 5:23   |        |        |        |        |        |        |
| 8.     | I Will Be Your Friend      | - Adu - Matthewman                 | 4:45   |        |        |        |        |        |        |
| 9.     | Why Can't We Live Together | Thomas                             | 5:28   |        |        |        |        |        |        |
| 10.    | Love Affair with Life      | - Adu - St. John                   | 4:35   |        |        |        |        |        |        |
| 51:41  |                            |                                    |        |        |        |        |        |        |        |

## Crédits
Crédits adaptés des notes d'accompagnement de Diamond Life.
| Sade - Sade Adu – vocals - Stuart Matthewman – saxophone, guitare - Andrew Hale – claviers - Paul S. Denman (en) – basse Musiciens additionnels - Dave Early – batterie, percussion - Martin Ditcham – percussion - Paul Cooke – batterie - Terry Bailey – trompette - Gordon Matthewman – trompette | Technique - Robin Millar (en) – production - Mike Pela (en) – ingénieur de production - Ben Rogan – ingénieur du son Conception - Chris Roberts – photos - Graham Smith – conception de pochette |

## Classements et certifications
| Classement (1984–86)                | Meilleure position |
| ----------------------------------- | ------------------ |
| Allemagne (Media Control AG)        | 1                  |
| Australie (Kent Music Report)       | 6                  |
| Autriche (Ö3 Austria Top 40)        | 1                  |
| Canada (RPM Top Albums)             | 7                  |
| États-Unis (Billboard 200)          | 5                  |
| États-Unis (Top Jazz Albums)        | 5                  |
| États-Unis (Top R&B/Hip-Hop Albums) | 3                  |
| Europe (European Albums)            | 1                  |
| Finlande (Suomen virallinen lista)  | 3                  |
| France (IFOP)                       | 1                  |
| Norvège (VG-lista)                  | 20                 |
| Nouvelle-Zélande (RIANZ)            | 1                  |
| Pays-Bas (Mega Album Top 100)       | 1                  |
| Royaume-Uni (UK Albums Chart)       | 2                  |
| Suède (Sverigetopplistan)           | 18                 |
| Suisse (Schweizer Hitparade)        | 1                  |

| Classement (1994–2004)            | Meilleure position |
| --------------------------------- | ------------------ |
| États-Unis (Catalog Albums)       | 19                 |
| Pays-Bas (Midprice Top 50)        | 23                 |
| Royaume-Uni (Jazz & Blues Albums) | 1                  |

| Classement (2021)                 | Meilleure position |
| --------------------------------- | ------------------ |
| Royaume-Uni (Jazz & Blues Albums) | 19                 |

| Classement (1984)                         | Position |
| ----------------------------------------- | -------- |
| Allemagne de l'Ouest (Offizielle Top 100) | 13       |
| Australie (Kent Music Report)             | 60       |
| Autriche (Ö3 Austria)                     | 11       |
| Pays-Bas (MegaCharts)                     | 2        |
| Nouvelle-Zélande (RMNZ)                   | 15       |
| Royaume-Uni (OCC)                         | 7        |
| Suisse (Schweizer Hitparade)              | 10       |

| Classement (1985)                         | Position |
| ----------------------------------------- | -------- |
| Allemagne de l'Ouest (Offizielle Top 100) | 10       |
| Australie (Kent Music Report)             | 32       |
| Autriche (Ö3 Austria)                     | 10       |
| Canada (RPM Top Albums)                   | 23       |
| États-Unis (Billboard 200)                | 24       |
| États-Unis (Top Jazz Albums)              | 14       |
| États-Unis (Top R&B/Hip-Hop Albums)       | 12       |
| Nouvelle-Zélande Albums (RMNZ)            | 30       |
| Pays-Bas (MegaCharts)                     | 4        |
| Royaume-Uni (OCC)                         | 19       |
| Suisse (Schweizer Hitparade)              | 24       |

| Classement (1986)             | Position |
| ----------------------------- | -------- |
| Australie (Kent Music Report) | 100      |
| États-Unis (Billboard 200)    | 61       |
| États-Unis (Top Jazz Albums)  | 35       |
| Pays-Bas (MegaCharts)         | 60       |

### Certifications
| Pays                                                                 | Certification | Ventes certifiées |
| -------------------------------------------------------------------- | ------------- | ----------------- |
| Allemagne (BVMI)                                                     | Platine       | 850 000           |
| Australie (ARIA)                                                     | 4 × Platine   | 280 000^          |
| Canada (CRIA)                                                        | 2 × Platine   | 200 000^          |
| Espagne (PME)                                                        | Or            | 50 000^           |
| États-Unis (RIAA)                                                    | 4 × Platine   | 4 000 000^        |
| France (SNEP)                                                        | 2 × Platine   | 700 000           |
| Nouvelle-Zélande (RMNZ)                                              | Platine       | 15 000^           |
| Pays-Bas (NVPI)                                                      | Platine       | 100 000^          |
| Royaume-Uni (BPI)                                                    | 4 × Platine   | 1 200 000^        |
| Suisse (IFPI)                                                        | 2 × Platine   | 100 000x          |
| Résumé                                                               |               |                   |
| Monde                                                                |               | 10,000,000        |
| *Ventes selon la certification ^Mise en rayon selon la certification |               |                   |